# 조이스 디도나토

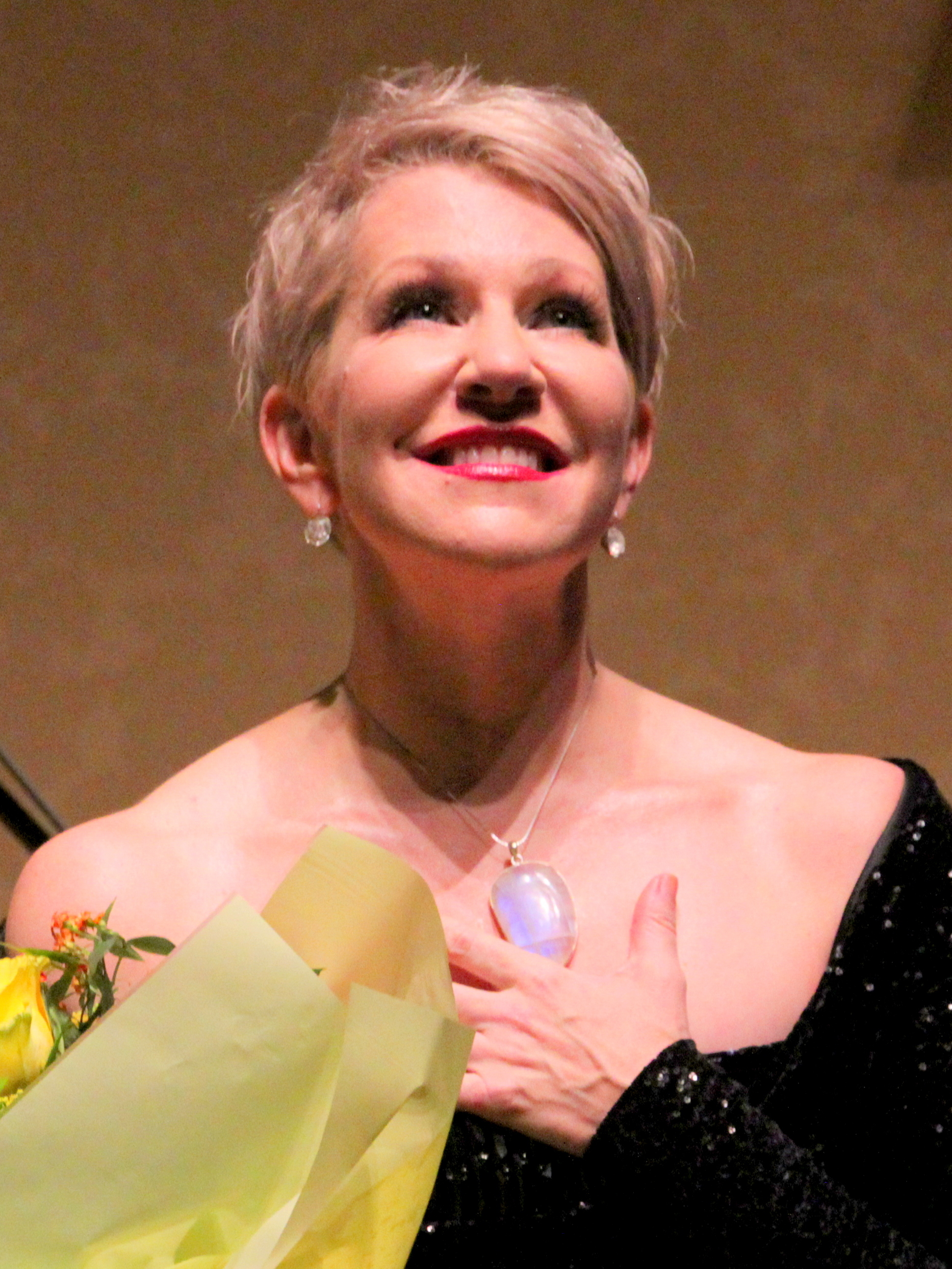

조이스 디도나토(Joyce DiDonato, 1969년 2월 13일 ~ )는 미국의 메조소프라노이다. 그녀는 헨델과 모차르트의 작품 외에도 19세기 낭만주의 시대의 오페라와 콘서트 작품에 대한 해석으로 유명하다.
그녀는 1969년 아일랜드계 미국인 가정의 일곱 자녀 중 여섯 번째로 태어났다. 그녀의 아버지는 그 지역의 주택을 설계하는 자영업 건축가였다. 그녀는 처음에 뮤지컬을 가르치는 데 더 관심이 있었기 때문에 성악 교육을 공부하기 위해 1988년 위치토 주립 대학교(WSU)에 입학했다. 그녀는 돈 조반니의 PBS 텔레비전 방송을 본 후 오페라에 관심을 갖게 되었고, 3학년 때 학교 프로덕션인 박쥐에 캐스팅되었다.
DiDonato는 1998/1999 시즌에 미국의 여러 지역 오페라단에서 노래하며 프로 경력을 시작했다. 그녀는 그해 리사이틀 시리즈의 일환으로 샌프란시스코에서 리사이틀을 열었다.
디도나토는 2000/01 시즌 Rossini의 라 체네렌톨라에서 안젤리나로 라 스칼라에 데뷔했고, 코지 판 투테에서 도라벨라로 휴스턴 그랜드 오페라로 복귀했다.